# Национальное кладбище мучеников
Национальное кладбище мучеников (алб. Varrezat e Dëshmorëve të Kombit) — крупнейшее кладбище в Албании, расположенное на холме с видом на Тирану, столицу страны.
Памятник Матери Албании находится на территории этого кладбища. Статуя аллегорически представляет страну как мать, охраняющую вечный покой тех, кто отдал за неё свою жизнь. Памятник создан из бетона, его авторами являются скульпторы Кристак Рама, Мунтаз Драми и Шабан Хадери. Статуя покоится на трёхметровом постаменте высотой 12 метров,  на котором выбиты слова «Вечная слава мученикам Отечества» (алб. Lavdi e perjetshme deshmoreve te Atdheut).
Национальное кладбище мучеников также ранее служило местом упокоения коммунистического диктатора Энвера Ходжи, его останки впоследствии были извлечены из могилы и захоронены более скромным образом на другом общественном кладбище. Прежнее же место упокоения диктатора на Национальном кладбище мучеников было отдано под захоронение Азема Хайдари, лидера студенческого движения, выступавшего против коммунистического режима в конце 1980-х годов. Он был убит в Тиране в 1998 году.
На кладбище похоронено около 900 партизан, погибших во время Второй мировой войны.